# 伊賀少将
伊賀少将（いがしょうしょう、生没年不詳）は、平安時代後期の歌人。藤原北家道隆流。藤原顕長（藤原伊周の子）の娘。祐子内親王 (後朱雀天皇皇女)の女房として仕えた。呼び名の伊賀少将は、父顕長が伊賀守だったことに因む。『後拾遺和歌集』に2首（歌番号119・946）、『金葉和歌集』二度本に1首（歌番号462）、それぞれ入集する。